# Cercle Proudhon
Pour les articles homonymes, voir Proudhon.

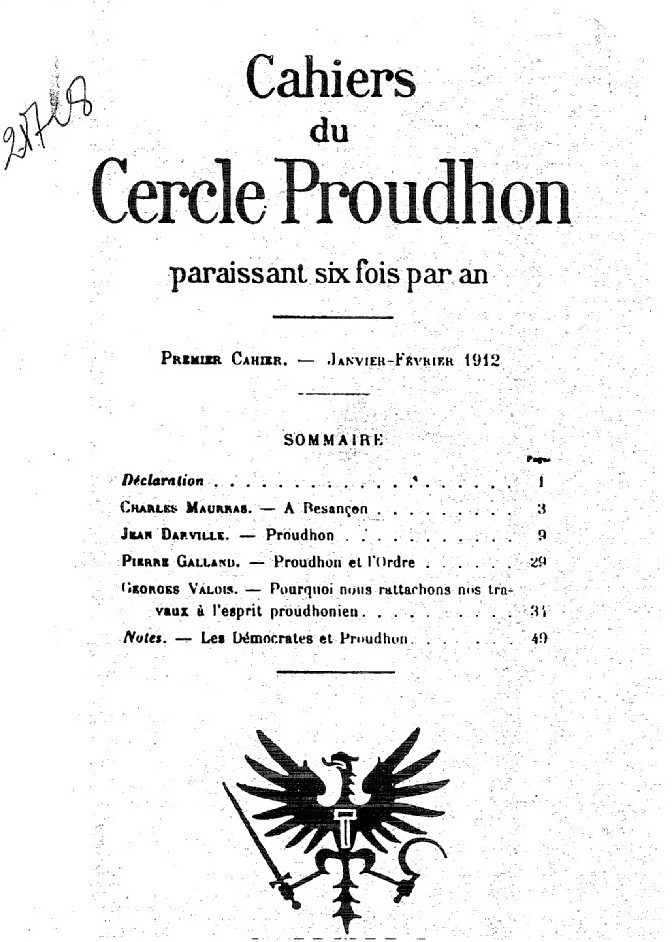
Couverture de la réédition anastatique par les éditions Ars magna du no 1 des Cahiers du Cercle Proudhon (Gallica). Le logo est celui de la maison d'édition rééditante, pas du Cercle Proudhon

Le Cercle Proudhon (ainsi baptisé d'après Pierre-Joseph Proudhon, bien qu'il se construise en opposition avec la pensée de Proudhon) est un groupe de réflexion issu du mouvement nationaliste monarchiste (l'Action française présidée par Charles Maurras) représenté par Georges Valois. L'ambition était de « convertir des syndicalistes à la monarchie ». La première réunion se tient le 17 novembre 1911. Cette expérience éphémère fut d'après l'historien Géraud Poumarède un « échec patent ».

## Histoire
À l'origine, « le Cercle a été fondé par des nationalistes, et ne s'est dans un premier temps adressé qu'à eux ». Ses réunions ne regroupaient qu'une vingtaine de personnes en moyenne, essentiellement des monarchistes, et quelques « brebis égarées », puisque « les semaines passent et les syndicalistes attendus ne s'annoncent pas ». Dès janvier 1912, les travaux sont publiés dans les cahiers éponymes au rythme d’un cahier par trimestre. Leur parution cesse à l’été 1914. Les principaux intervenants étaient Édouard Berth, ami de Georges Sorel (cependant Sorel était hostile à ce Cercle et redoutait qu'il rende « les jeunes gens moins aptes à comprendre Proudhon ») ; le jeune Camelot du roi Henri Lagrange, Georges Valois et Gilbert Maire.
Dans son livre L’Action française et la religion catholique (1913), Maurras explique comment et sur quelles bases s'est fondé, à l'Action française, le Cercle Proudhon : « Les Français qui se sont réunis pour fonder le Cercle Proudhon sont tous nationalistes. Le patron qu'ils ont choisi pour leur assemblée leur a fait rencontrer d'autres Français, qui ne sont pas nationalistes, qui ne sont pas royalistes, et qui se joignent à eux pour participer à la vie du Cercle et à la rédaction des Cahiers. Le groupe initial comprend des hommes d'origines diverses, de conditions différentes, qui n'ont point d'aspirations politiques communes, et qui exposeront librement leurs vues dans les Cahiers. Mais, républicains fédéralistes, nationalistes intégraux et syndicalistes, ayant résolu le problème politique ou l'éloignant de leur pensée, tous sont également passionnés par l'organisation de la Cité française selon des principes empruntés à la tradition française, qu'ils retrouvent dans l'œuvre proudhonienne et dans les mouvements syndicalistes contemporains… ».
Le Cercle publiait un bulletin intitulé : les Cahiers du Cercle Proudhon et la Nouvelle Librairie nationale avait publié quelques volumes dans une collection du « Cercle Proudhon ».

## Les premiers fascistes et nationaux-socialistes?
Dans son essai, L'Idéologie française, Bernard-Henri Lévy considère que c'est au Cercle Proudhon que s'est élaborée l'idéologie du national-socialisme. L'historien israélien Zeev Sternhell considère également que le Cercle Proudhon et Georges Sorel, en particulier, sont à l'origine du corpus idéologique fasciste. Dans Histoire des idées politiques, Philippe Nemo rappelle que de nombreux socialistes sont passés au fascisme, notamment Mussolini, mais aussi Marcel Déat, Jacques Doriot, Henri de Man, et que, « quand le fascisme triompha en Italie, les anciens du Cercle Proudhon revendiqueront d'avoir été les premiers fascistes et nationaux-socialistes dès avant guerre ».
Cette thèse de « préfascisme » est contestée par Alain de Benoist dans sa préface à la nouvelle édition des Cahiers du Cercle Proudhon et dans son texte Le Cercle Proudhon, entre Édouard Berth et Georges Valois qui souligne son dogmatisme notamment quand elle est appliquée à des personnes comme Édouard Berth qui ont toujours condamné le fascisme. Elle est également contestée par Stéphane Giocanti qui souligne que, comme l'Action française, le Cercle est décentralisateur et fédéraliste, et insiste sur le rôle de la raison et de l'empirisme ; il se trouve loin de l'irrationalisme, du jeunisme, du populisme, de l'intégration des masses dans la vie nationale qui caractériseront les ambitions du fascisme, gonflé par les conséquences sociales de la guerre.

## Rapport avec Charles Maurras
Cependant, Charles Maurras veilla à ce que le Cercle Proudhon ne soit pas intégré à l'Action française : il rejetait en effet le juridisme contractualiste de Proudhon, qui représente pour lui un point de départ plutôt qu'une conclusion : « Je ne dirai jamais : lisez Proudhon à qui a débuté par la doctrine réaliste et traditionnelle, mais je n'hésiterai pas à donner ce conseil à quiconque ayant connu les nuées de l'économie libérale ou collectiviste, ayant posé en termes juridiques ou métaphysiques le problème de la structure sociale, a besoin de retrouver les choses vivantes sous les signes sophistiqués ou sophistiqueurs ! Il y a dans Proudhon un fort goût des réalités qui peut éclairer bien des hommes. » Par ailleurs, Maurras ne partage ni le nietzschéisme de Valois, ni la fièvre de Lagrange qu'il chassera de l'Action française.
En dépit de l'appui mesuré qu'il donne à ce cercle d'intellectuels divers et indépendants, Charles Maurras tient une position plus proche de celle de René de La Tour du Pin ; Maurras ne fait pas comme Georges Sorel et Édouard Berth le procès systématique de la bourgeoisie où il voit un appui possible. À la lutte des classes, Maurras préfère opposer comme en Angleterre, une forme de solidarité nationale dont le roi peut constituer la clef de voûte. À l'opposé d'une politique de masse, il aspire à l'épanouissement de corps intermédiaires librement organisés et non étatiques, l'égoïsme de chacun tournant au bénéfice de tous. Les thèmes sociaux que traite Maurras sont en concordance avec le catholicisme social et avec le magistère de l'Église tout en relevant également d'une stratégie politique pour arracher à la gauche son emprise sur la classe ouvrière.

## Postérité
Une association d'étudiants reprenant le nom du Cercle Proudhon a été fondée à l'Université de Genève en 1984, par le jeune juriste Pascal Junod. Ce Cercle a organisé des conférences et des débats avec Dominique Venner, Alain de Benoist, Gabriele Adinolfi et même des personnalités nettement marquées à gauche comme Jean Ziegler. Le Cercle a joué un rôle important dans l'introduction des idées du GRECE en Suisse romande.